# 陈楚生演唱會列表
本條目列出中國內地男歌手陳楚生的演唱會。

## 個人演唱會

### Lotto 2009陳楚生“型隨意動”北京演唱會
| 日期          | 舉行城市 | 舉行地點       | 嘉賓   |
| 2009年12月5日 | 北京     | 北京工人體育館 | 楊宗緯 |

### 陳楚生「紅牛不插電」演唱會
| 日期           | 舉行城市 | 舉行地點         | 嘉賓   |
| 2010年1月17日  | 南京     | 南京市紫金大劇院 | 不適用 |
| 2011年12月23日 | 成都     | 成都市西南劇院   | 不適用 |
| 2012年9月1日   | 廈門     | 廈門國際會議中心 | 不適用 |
| 2013年10月25日 | 湛江     | 湛江影劇院       | 不適用 |

### 陳楚生2010“有型有音樂”深圳演唱會
| 日期          | 舉行城市 | 舉行地點   | 嘉賓   |
| 2010年5月29日 | 深圳     | 深圳體育館 | 李宗盛 |

### 陳楚生2010“值得．就去做”成都演唱會
| 日期          | 舉行城市 | 舉行地點     | 嘉賓   |
| 2010年10月3日 | 成都     | 四川省體育館 | 不適用 |

### 陳楚生2011新年交響音樂會
| 日期          | 舉行城市 | 舉行地點   | 嘉賓   |
| 2011年1月8日  | 北京     | 北京展覽館 | 不適用 |
| 2011年1月20日 | 海口     | 海口體育館 | 不適用 |

### 陳楚生“七分之一”音樂會2017
| 日期           | 舉行城市 | 舉行地點          | 嘉賓   |
| 2017年12月14日 | 北京     | Blue Note Beijing | 不適用 |

### 陳楚生TME live「忘不了唱片店」線上音樂會
| 日期          | 直播媒體                            | 嘉賓   |
| 2020年12月4日 | QQ音樂、酷狗音樂、酷我音樂、全民K歌 | 不適用 |

## 巡迴演唱會

### 陳楚生《一見如故》巡迴演唱會
| 場次 | 日期           | 舉行城市 | 舉行地點           | 嘉賓   |
| 1    | 2014年11月1日  | 北京     | 北京工人體育館     | 許巍   |
| 2    | 2014年12月14日 | 重慶     | 重慶大劇院         | 不適用 |
| 3    | 2014年12月18日 | 深圳     | 深圳保利劇院       | 不適用 |
| 4    | 2014年12月21日 | 舟山     | 舟山普陀大劇院     | 不適用 |
| 5    | 2014年12月24日 | 馬鞍山   | 馬鞍山大劇院       | 不適用 |
| 6    | 2014年12月26日 | 昆山     | 昆山文化藝術中心   | 不適用 |
| 7    | 2014年12月28日 | 上海     | 上海保利大劇院     | 不適用 |
| 8    | 2014年12月31日 | 常州     | 常州大劇院         | 不適用 |
| 9    | 2015年1月3日   | 濰坊     | 濰坊大劇院         | 不適用 |
| 10   | 2015年1月5日   | 青島     | 青島大劇院         | 不適用 |
| 11   | 2015年1月8日   | 鄭州     | 河南藝術中心       | 不適用 |
| 12   | 2015年1月11日  | 武漢     | 武漢琴音大劇院     | 不適用 |
| 13   | 2015年1月14日  | 東莞     | 東莞玉蘭大劇院     | 不適用 |
| 14   | 2015年1月18日  | 南京     | 南京保利大劇院     | 不適用 |
| 15   | 2015年1月20日  | 無錫     | 無錫大劇院         | 不適用 |
| 16   | 2015年1月23日  | 寧波     | 寧波文化廣場大劇院 | 不適用 |

### 陳楚生&SPY.C 2017新專輯LiveHouse巡演
| 場次 | 日期          | 舉行城市 | 舉行地點                  | 嘉賓   |
| 1    | 2017年6月2日  | 長沙     | 46LIVEHOUSE               | 不適用 |
| 2    | 2017年6月9日  | 重慶     | 寅派動力                  | 不適用 |
| 3    | 2017年6月11日 | 深圳     | B10現場Livehouse          | 不適用 |
| 4    | 2017年6月16日 | 成都     | 正火藝術中心Livehouse     | 不適用 |
| 5    | 2017年6月30日 | 杭州     | 杭州 MAO Livehouse        | 不適用 |
| 6    | 2017年7月9日  | 上海     | 上海 MAO Livehouse        | 不適用 |
| 7    | 2017年7月16日 | 武漢     | 音速431 - 武漢            | 不適用 |
| 8    | 2017年7月28日 | 西安     | 大麦 1935 LIVE HOUSE 西安 | 不適用 |

### 陳楚生“你還好嗎”巡迴演唱會
| 場次 | 日期           | 舉行城市 | 舉行地點               | 嘉賓   |
| 1    | 2019年11月25日 | 深圳     | 南山文體中心大劇院     | 不適用 |
| 2    | 2019年11月30日 | 天津     | 大麥 66Live house 天津 | 不適用 |

- 其餘場次因新型冠狀病毒疫情防控取消。

### 陳楚生“塗鴉森林Graffiti Forest”巡迴演唱會
| 場次 | 日期          | 舉行城市 | 舉行地點                    | 嘉賓   |
| 1    | 2022年3月4日  | 杭州     | 杭州 大麥66LiveHouse        | 不適用 |
| 2    | 2022年3月6日  | 南京     | 稻香音樂空間                | 不適用 |
| 3    | 2023年2月18日 | 武漢     | 武漢 不晚InTime Live        | 不適用 |
| 4    | 2023年2月26日 | 長沙     | MAO Livehouse長沙（沙灣店） | 不適用 |
| 5    | 2023年3月10日 | 西安     | 星球工廠                    | 不適用 |
| 6    | 2023年3月12日 | 成都     | 大麥66LiveHouse成都         | 不適用 |
| 7    | 2023年3月26日 | 瀋陽     | 原料庫livehouse（紅梅店）   | 不適用 |
| 8    | 2023年4月2日  | 蘇州     | 山丘livehouse紅唐店         | 不適用 |
| 9    | 2023年5月26日 | 青島     | Downtown Live               | 不適用 |

### 陳楚生《棱》巡迴演唱會
| 場次 | 日期           | 舉行城市 | 舉行地點                   | 嘉賓              |
| 1    | 2023年8月26日  | 北京     | 國家體育館                 | 大兒子Demo        |
| 2    | 2023年10月15日 | 廣州     | 廣州體育館                 | 蔡國慶            |
| 3    | 2024年1月20日  | 長沙     | 湖南國際會展中心芒果館     | 王櫟鑫            |
| 4    | 2024年3月15日  | 深圳     | 深圳灣體育中心春繭體育館   | 不適用            |
| 5    | 2024年3月23日  | 蘇州     | 蘇州奧林匹克體育中心體育館 | 不適用            |
| 6    | 2024年3月30日  | 武漢     | 武漢體育中心體育館         | 不適用            |
| 7    | 2024年4月6日   | 上海     | 梅賽德斯奔馳文化中心       | 大兒子Demo 黃少峰 |
| 8    | 2024年4月21日  | 成都     | 鳳凰山體育公園體育館       | 譚維維            |
| 9    | 2024年5月11日  | 南京     | 南京青奧體育公園體育館     | 彈殼 Danko        |
| 10   | 2024年5月18日  | 青島     | 青島國信體育館             | 黃綺珊            |
| 11   | 2024年5月25日  | 天津     | 天津奧林匹克中心體育館     | 吴镇宇            |

### 陳楚生2025“荒蕪之境Wasteland of Wonders”巡迴演唱會
| 場次 | 日期          | 舉行城市 | 舉行地點                        | 嘉賓   |
| 1    | 2025年3月1日  | 重慶     | 華熙Live·魚洞·體育館            | 不適用 |
| 2    | 2025年3月15日 | 廈門     | 廈門奧林匹克體育中心·鳳凰體育館 | 不適用 |
| 3    | 2025年3月29日 | 杭州     | 杭州奥体中心体育馆              | 不適用 |
| 4    | 2025年3月30日 | 杭州     | 杭州奥体中心体育馆              | 不適用 |
| 5    | 2025年4月12日 | 西安     | 西安奥体中心体育馆              | 不適用 |
| 6    | 2025年4月13日 | 西安     | 西安奥体中心体育馆              | 不適用 |
| 7    | 2025年9月20日 | 南京     | 梦之蓝青奥体育公园体育馆        | 不適用 |
| 8    | 2025年9月21日 | 南京     | 梦之蓝青奥体育公园体育馆        | 不適用 |

## 外部連結
- 陳楚生的新浪微博
- 陈楚生官方博客 （页面存档备份，存于）
- 陈楚生工作室官方博客 （页面存档备份，存于）
- 陈楚生bilibili官方账户 （页面存档备份，存于）
- 陈楚生豆瓣電影簡介 （页面存档备份，存于）
- 陈楚生QQ音乐百科 （页面存档备份，存于）